# جيسون مراز
جيسون توماس مراز (بالإنجليزية: Jason Thomas Mraz)‏(تاريخ الولادة 23 يونيو 1977 في ميكانبكفيل بولاية فرجينيا) هو مغني وكاتب أغاني اميركي. ظهر مراز على الساحة في مقاهي سان دييغو في عام 2000. في واحدة من هذه المقاهي التقى قارع الآلات الايقاعية توكا ريفيرا ونتج عن هذا التعاون إلبوم سجل من حفلاته المباشرة بعنوان لايف آت جافا جو. أطلق ألبومه الأول ويتينغ ماي روكيت تو كوم، الذي تضمن أغنيتة الفردية الناجحة «ذي ريميدي (آي وونت ووري)» في عام 2002. ولكنه لم يحقق نجاحة الأكبر حتى أطلق ألبومه الثاني مستر إيه زد في 2005، التي حققت نجاحا تجاريا كبيرا. الألبوم وصل في ذروته إلى المرتبة الخامسة على قائمة الألبومات 200 وباعت أكثر من 100,000 نسخة في الولايات المتحدة. في عام 2008، أصدر ألبومه الثالث وي سينغ وي دانس وي ستيل ثينغس. وجاء الألبوم لأول مرة في المرتبة الثالثة على قائمة الألبومات 200، وحقق نجاحا تجاريا في جميع أنحاء العالم، وبلغ المراكز العشرة الأولى في العديد من القوائم العالمية.
جاء نجاح مراز دوليا مع نزول أغنيته الفردية «آي آم يورز» من ألبوم وي سينغ وي دانس وي ستيل ثينغس وجاءت في المركز السادس على لوحة أسخن 100 أغنية، وبقيت الأغنية على القائمة لمدة 76 أسبوعا، وضرب الرقم القياسي السابق البالغ 69 أسبوعا المسجل سابقا لأغنية لي آن ريمس «هاو دو آي ليف». كانت الأغنية ناجحة تجاريا في الولايات المتحدة، وتلقت شهادة بلاتينيوم من منظمة صناعة التسجيلات الأمريكية. كانت الأغنية ناجحة دوليا واحتلت المرتبة الأولى على قوائم نيوزيلندا والنرويج وبلغت مراكز عالية ضمن المراكز العشرة الأولى في العديد من القوائم العالمية.

## بداية حياته
ولد جيسون مراز ونشأ في ميكانيكفيل بولاية فرجينيا. وهو من أصل تشيكي من خلال جده الذي انتقل إلى الولايات المتحدة من الإمبراطورية النمساوية المجرية في عام 1915. ولقبه مراز تشيكي الأصل ويعني "الصقيع". إنفصل والديه توم (توماس) مراز وجون بالطلاق عندما كان عمره أربع سنوات، لكنه أكد انه تمتع بمرحلة طفولة مثالية، وقال: "كان مسقط رأسي في ميكانيكفيل الأمريكية للغاية. كانت هناك الأسوار البيضاء، وكنيسة في كل زاوية شارع وانخفاض معدل الجريمة ويكاد لا يوجد تعاطي للمخدرات. أنه مكان جيد للتنشئة". " ذهب إلى مدرسة لي ديفيس الثانوية.

## المسيرة الفنية

### لايف في جافا جو (2001)
في 2001، صدر مراز ألبوم اسمه لايف في جافا جو، وهو مقهى في منطقة شاطئ المحيط حول سان ديغو.

### انتظاراً لصواريخي (2002-2003)
في 2002، وقع مراز عقد تسجيل مع السجلات الكترا. سجل أول ألبوم مع ضيف ماثيوز باند. بعد ذلك أصدر مراز أول ألبوم استوديو له باسم انتظاراً لصواريخي. نجح الألبوم وحصل على رقم 55 في لائحة بيلبورد 200.

### أستاذ اى – ز (2003-2008)
افتتح مراز لتريسي شابمان في مارس 2003 في قاعة رويال ألبرت في لندن. في يوليو 2005، افتتح مراز لألانيس موريسيت في جولتها جاجد ليتل بيل. في 26 تموز 2005، اصدر مراز البومه أستاذ أي - ز لتسجيلات اتلانتك. وصل الألبوم إلى رقم 5 في قائمة البيلبورد 200. في ديسمبر، حصل الألبوم على تشريح لجائزة غرامي لأفضل ألبوم، غير الكلاسيكية.

### نحن نغني. نحن نرقص. نحن نسرق اشياء. (2008-2009)
أصدر مراز ألبومه الثالث، نحن نغني. نحن نرقص. نحن نسرق اشياء. في 13 مايو 2008. حصل الألبوم على رقم 3 في لائحة بيلبورد 200 .

## حياته الشخصية
مرازكان مخطوب إلى المغنية وصديقته تريستان برتيمن. في 7 يونيو، 2011 قال مراز في مقابلة مع الديلي بيست أنهم لم يعود مخطوبين.

## وصلات خارجية
- جيسون مراز على موقع IMDb (الإنجليزية)
- جيسون مراز على موقع ميتاكريتيك (الإنجليزية)
- جيسون مراز على موقع روتن توميتوز (الإنجليزية)
- جيسون مراز على موقع ألو سيني (الفرنسية)
- جيسون مراز على موقع ميوزك برينز (الإنجليزية)
- جيسون مراز على موقع رولينغ ستون (الإنجليزية)
- جيسون مراز على موقع تيرنر كلاسيك موفيز (الإنجليزية)
- جيسون مراز على موقع أول موفي (الإنجليزية)
- جيسون مراز على موقع قاعدة بيانات برودواي على الإنترنت (الإنجليزية)
- جيسون مراز على موقع إن إن دي بي (الإنجليزية)